# Isabelle Dedieu
Pour les articles homonymes, voir Dedieu.
Isabelle Dedieu est une monteuse française.

## Filmographie partielle

### Cinéma
- 1986 : Thérèse d'Alain Cavalier
- 1988 : Ville étrangère
- 1989 : Jésus de Montréal
- 1990 : La Passion Van Gogh (La Veillée) de Samy Pavel
- 1990 : Un été après l'autre
- 1991 : Le Brasier
- 1992 : Krapatchouk de Enrique Gabriel
- 1992 : Holozän
- 1993 : Comme les oiseaux
- 1993 : The Hour of the Pig
- 1994 : Limita
- 1995 : Il était une fois Beyrouth de Jocelyne Saab
- 1997 : Port Djema
- 1998 : Terminale de Francis Girod
- 1999 : Berlin-Cinema
- 1999 : Tôt ou tard d'Anne-Marie Étienne
- 2000 : Stardom
- 2001 : Mauvais genres
- 2003 : Les Invasions barbares
- 2005 : Wah-Wah
- 2005 : Aurore
- 2006 : Nouvelle chance
- 2006 : L'Oncle de Russie
- 2007 : L'Âge des ténèbres
- 2008 : Le temps de la kermesse est terminé de Frédéric Chignac
- 2012 : Tom le cancre
- 2018 : Rafiki

### Télévision
- 2000 : Julien l'apprenti (téléfilm)
- 2004 : Le Miroir de l'eau (feuilleton télévisé)
- 2007 : Notable donc coupable

## Récompense
- César du meilleur montage 1987 pour Thérèse d'Alain Cavalier